# Leszek Miller

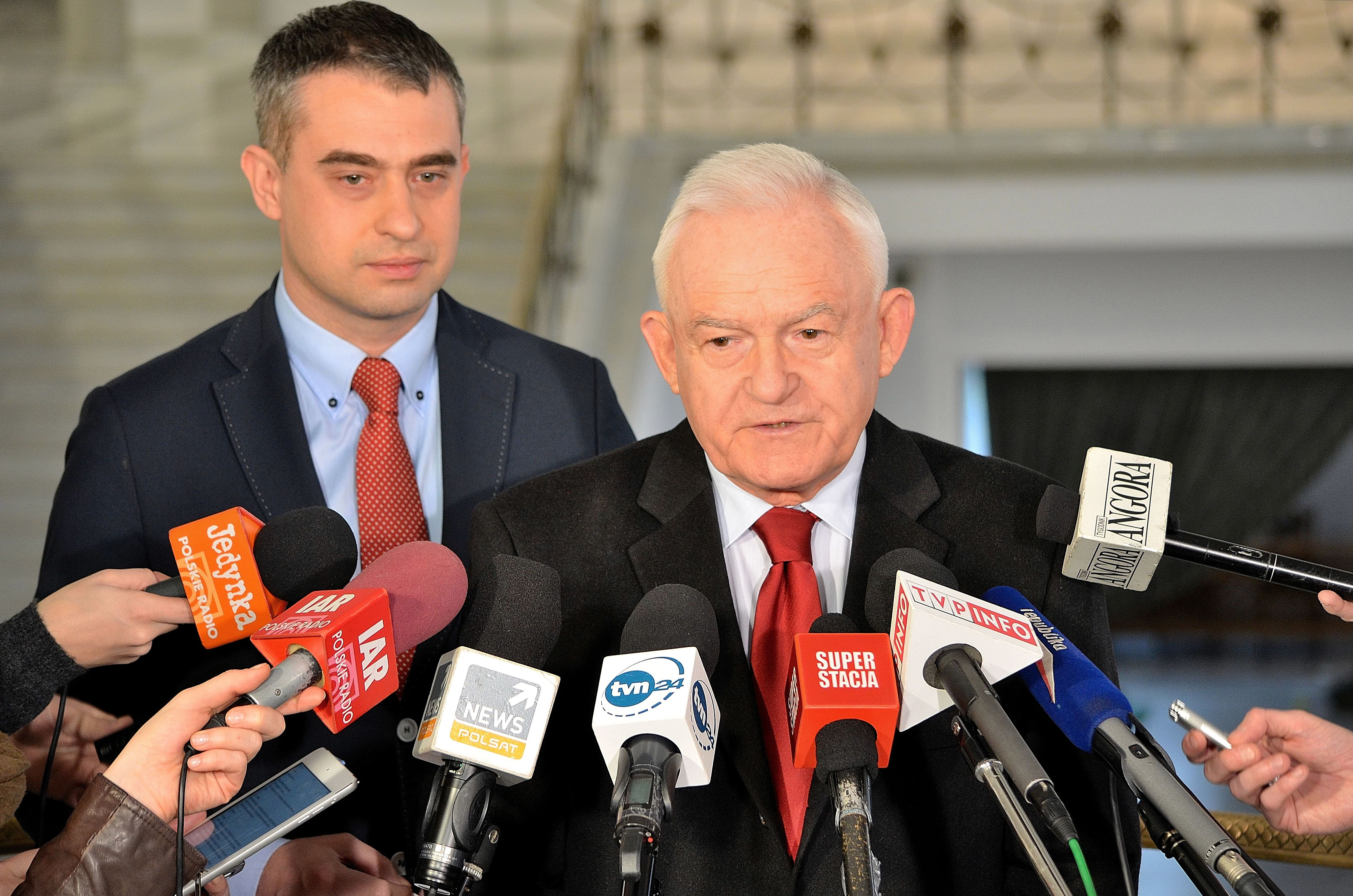
Leszek Miller phỏng vấn tại Hạ viện (2014)

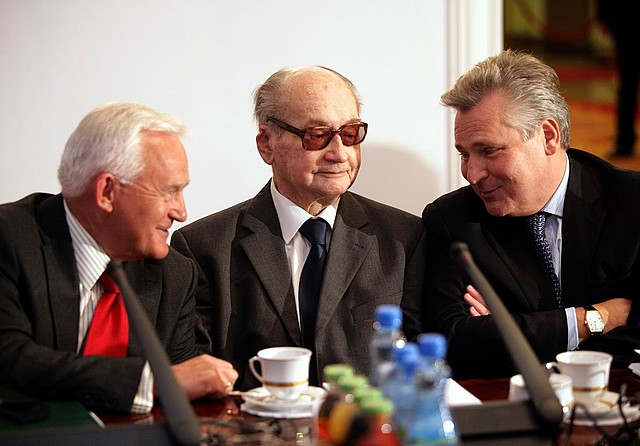
Leszek Miller với các cựu tổng thống Ba Lan: Wojciech Jaruzelski và Aleksander Kwaśniewski (2010)

Leszek Cezary Miller (Phát âm tiếng Ba Lan: [ˈlɛʂɛk ˈmillɛr] ⓘ; sinh ngày 3 tháng 7 năm 1946) là một chính trị gia người Ba Lan. Ông là thành viên Nghị viện Châu Âu (MEP) kể từ tháng 7 năm 2019.
Từ năm 1989 đến năm 1990, ông là Ủy viên Bộ Chính trị Đảng Công nhân Thống nhất Ba Lan. Từ năm 2001 đến năm 2004 là Thủ tướng Ba Lan. Miller là lãnh đạo của Liên minh Cánh tả Dân chủ từ năm 1999 đến năm 2004 và một lần nữa từ năm 2011 đến năm 2016.

## Thời thơ ấu
Leszek Miller sinh ra ở Żyrardów, xuất thân từ một gia đình lao động nghèo làm nghề thợ may. Cha mẹ ông li dị khi Miller mới 6 tháng tuổi. Cha của ông, Florian Miller đã rời gia đình và Leszek chưa bao giờ duy trì liên lạc với cha mình. Mẹ ông đã nuôi dưỡng ông trong một môi trường theo tôn giáo - trong một khoảng thời gian, ông thậm chí còn là một người giúp lễ tại nhà thờ theo nguyện vọng của mẹ ông.

## Thủ tướng Ba Lan
Sau chiến thắng của phe Cánh tả (41% so với 12% của đảng xếp thứ hai) trong cuộc Bầu cử Quốc hội năm 2001, vào ngày 19 tháng 10 năm 2001, Tổng thống Aleksander Kwaśniewski đã bổ nhiệm Miller làm Thủ tướng và ông bắt buộc phải đề cử chính phủ. Chính phủ mới đã giành được cuộc bỏ phiếu tín nhiệm của Quốc hội vào ngày 26 tháng 10 năm 2001 (306:140 phiếu với một phiếu trắng). Nội các 16 người của Thủ tướng Miller cho đến nay là chính phủ nhỏ nhất của Cộng hòa Ba Lan.
Chính phủ của Miller phải đối mặt với tình hình kinh tế khó khăn ở Ba Lan, bao gồm tỷ lệ thất nghiệp trên 18%, mức nợ công cao và kinh tế trì trệ. Vào cuối nhiệm kỳ của Miller, tăng trưởng kinh tế đã vượt quá 6%; vẫn còn quá chậm để giảm tỷ lệ thất nghiệp. Trong nhiệm kỳ của mình, công đã thực hiện một chương trình cắt giảm chi phí công không được ưa chuộng, cùng với một cuộc cải cách tài chính chăm sóc sức khỏe hầu như không thành công. Các cải cách của hệ thống thuế và của Tổ chức Bảo hiểm Xã hội đã được tiếp tục, và nỗ lực giải quyết thị trường truyền thông đại chúng đã thất bại. Thuế đã được hạ xuống đáng kể - xuống còn 19% đối với các công ty và đối với những người điều hành hoạt động kinh doanh - và hoạt động tự do kinh doanh đã được biểu quyết thông qua. Một cuộc cải cách cơ cấu triệt để của các cơ quan mật vụ đã được thực hiện (Văn phòng An ninh Nhà nước bị giải thể và được thay thế bằng Cơ quan An ninh Nội bộ và Cơ quan Tình báo).
Đồng thời, các điều chỉnh về thể chế và luật pháp đã được tiếp tục, xuất phát từ việc Ba Lan muốn xin gia nhập Liên minh châu Âu. Các điều kiện gia nhập đã được thương lượng và đây là mục tiêu chiến lược chính của nội các Miller. Ngày 13 tháng 12 năm 2002, tại hội nghị thượng đỉnh ở Copenhagen (Đan Mạch), Thủ tướng Leszek Miller đã hoàn tất các cuộc đàm phán với Liên minh châu Âu. Vào ngày 16 tháng 4 năm 2003 tại Athens, Miller cùng với Cimoszewicz đã ký Hiệp ước gia nhập, đưa Ba Lan vào Liên minh Châu Âu. Chính phủ của Miller, phối hợp với các lực lượng chính trị và xã hội khác nhau, đã tổ chức cuộc trưng cầu dân ý về việc gia nhập với một kết quả thành công. Vào ngày 7 và 8 tháng 6 năm 2003, 77,45% những người tham gia trưng cầu dân ý đã bỏ phiếu ủng hộ việc Ba Lan gia nhập Liên minh Châu Âu. Lượt trưng cầu dân ý đạt 58,85%.
Vào tháng 3 năm 2003, Chính phủ của Miller cùng với Tổng thống Kwaśniewski đã quyết định tham gia liên minh quốc tế và triển khai quân đội Ba Lan đến Iraq, nhằm lật đổ chính phủ của Saddam Hussein. Miller cũng là người đồng ký "Lá thư của 8 quốc gia", do tám thủ tướng châu Âu ký, ủng hộ lập trường của Mỹ về vấn đề Iraq. Ngay từ năm 2002, Miller đã cho phép chính phủ Hoa Kỳ điều hành một nhà tù bí mật của CIA tại trung tâm huấn luyện quân sự Stare Kiejkuty, cách Warszawa ba giờ về phía bắc. Nhiều năm sau, ông phải đối mặt với cáo buộc hành động chống hiến pháp do đã dung túng cho việc giam cầm và tra tấn các tù nhân. Vào ngày 4 tháng 12 năm 2003, Leszek Miller bị thương trong một vụ tai nạn máy bay trực thăng gần Warszawa.
Vào cuối nhiệm kỳ của mình, chính phủ của Miller có sự ủng hộ của công chúng thấp nhất so với bất kỳ chính phủ nào kể từ năm 1989. Nguyên nhân chủ yếu là do tỷ lệ thất nghiệp liên tục tăng cao, các vụ bê bối tham nhũng mà điển hình là vụ Rywingate, và do nỗ lực thực hiện kế hoạch giảm chi tiêu xã hội (kế hoạch của Hausner). Do nhận được nhiều chỉ trích từ chính đảng Liên minh Cánh tả Dân chủ của mình nên vào tháng 2 năm 2004, Miller đã từ chức chủ tịch của đảng này. Miller đã bị chỉ trích vì có một cách tiếp cận tự do thái quá và vì nhấn mạnh vai trò của cơ chế thị trường tự do trong nền kinh tế. Ông đã bị chỉ trích vì đã chấp nhận một mức thuế phẳng, đi ngược lại với học thuyết cánh tả. Ông cũng được coi là có phong cách lãnh đạo "giống như tù trưởng". Theo quyết định của Chủ tịch Quốc hội Marek Borowski về việc thành lập một đảng bất đồng mới là đảng Dân chủ Xã hội của Ba Lan vào ngày 26 tháng 3 năm 2004, Miller đã quyết định từ chức Thủ tướng vào ngày 2 tháng 5 năm 2004, một ngày sau khi Ba Lan gia nhập EU. Vào ngày 1 tháng 5 năm 2004, cùng với Tổng thống Kwaśniewski, ông đã có mặt tại Dublin, tham gia Đại lễ gia nhập Liên minh Châu Âu của 10 quốc gia trong đó bao gồm Ba Lan.